# 皇家康沃爾博物館
皇家康沃爾博物館（英語：Royal Cornwall Museum）是位於英國城市特魯羅的一座博物館，以展示康沃爾郡的礦山採出的礦物及工程遺產；康沃爾郡的藝術傳統而著稱。皇家康沃爾博物館成立於1818年，博物館所在建築本身也是英國的二級保護建築。

## 外部連結
- Official website（页面存档备份，存于）
- Information from the 24 Hour Museum